# العلاقات الروسية الماليزية
العلاقات الروسية الماليزية هي العلاقات الثنائية التي تجمع بين روسيا وماليزيا.

## مقارنة بين البلدين
هذه مقارنة عامة ومرجعية للدولتين:
| وجه المقارنة                                              | روسيا                                   | ماليزيا       |
| --------------------------------------------------------- | --------------------------------------- | ------------- |
| المساحة (كم2)                                             | 17.08 مليون                             | 330.29 ألف    |
| عدد السكان (نسمة)                                         | 146.80 مليون                            | 31.62 مليون   |
| الكثافة السكانية (ن./كم²)                                 | 8.59                                    | 95.73         |
| العاصمة                                                   | موسكو                                   | كوالالمبور    |
| اللغة الرسمية                                             | اللغة الروسية                           | لغة ماليزية   |
| العملة                                                    | روبل روسي                               | رينغيت ماليزي |
| الناتج المحلي الإجمالي (بليون دولار)                      | 1.58 تريليون                            | 314.50 مليار  |
| الناتج المحلي الإجمالي (تعادل القوة الشرائية) بليون دولار | 3.69 تريليون                            | 817.43 مليار  |
| الناتج المحلي الإجمالي الاسمي للفرد دولار أمريكي          | 9.09 ألف                                | 9.77 ألف      |
| الناتج المحلي الإجمالي للفرد دولار أمريكي                 |                                         | 25.64 ألف     |
| مؤشر التنمية البشرية                                      | 0.798                                   | 0.779         |
| رمز المكالمات الدولي                                      | +7                                      | +60           |
| رمز الإنترنت                                              | .ru، .рф، .рус ‏، .su                    | .my           |
| المنطقة الزمنية                                           | Magadan Time ‏، ت ع م+02:00، ت ع م+12:00 | ت ع م+08:00   |

## مدن متوأمة
في ما يلي قائمة باتفاقيات التوأمة بين مدن روسية وماليزية:
- ترتبط فلاديفوستوك مع كوتا كينابالو باتفاقية توأمة منذ 1991.

## منظمات دولية مشتركة
يشترك البلدان في عضوية مجموعة من المنظمات الدولية، منها:
| علم المنظمة | اسم المنظمة                                      | تاريخ انضمام روسيا | تاريخ انضمام ماليزيا |
| ----------- | ------------------------------------------------ | ------------------ | -------------------- |
|             | مؤسسة التنمية الدولية                            | 16 يونيو 1992      | 24 سبتمبر 1960       |
|             | المنظمة الهيدروغرافية الدولية                    | ?                  | ?                    |
|             | مؤسسة التمويل الدولية                            | 12 أبريل 1993      | 20 مارس 1958         |
|             | منتدى التعاون الاقتصادي لدول آسيا والمحيط الهادئ | 1 نوفمبر 1998      | 6 نوفمبر 1989        |
|             | منظمة حظر الأسلحة الكيميائية                     | ?                  | ?                    |
|             | الأمم المتحدة                                    | 24 أكتوبر 1945     | 17 سبتمبر 1957       |
|             | يونسكو                                           | 21 أبريل 1954      | 16 يونيو 1958        |
|             | الاتحاد الدولي للاتصالات                         | 1866               | 3 فبراير 1958        |
|             | منظمة الشرطة الجنائية الدولية                    | 27 سبتمبر 1990     | ?                    |
|             | البنك الدولي للإنشاء والتعمير                    | 16 يونيو 1992      | 7 مارس 1958          |
|             | الاتحاد البريدي العالمي                          | ?                  | ?                    |
|             | وكالة ضمان الاستثمار متعدد الأطراف               | 29 ديسمبر 1992     | 6 ديسمبر 1991        |
|             | منظمة التجارة العالمية                           | 22 أغسطس 2012      | ?                    |
|             | الفريق المعني برصد الأرض                         | ?                  | ?                    |
|             | منتدى آسيان الإقليمي ‏                            | ?                  | ?                    |

## وصلات خارجية
- موقع وزارة الخارجية الروسية
- موقع وزارة الخارجية الماليزية